# DJ Rolando
DJ Rolando, bürgerlich Rolando Ray Rocha, ist ein US-amerikanischer Techno-DJ und Produzent aus Detroit, Michigan, welcher unter dem Pseudonym The Aztec Mystic und als damaliges Mitglied der Underground Resistance den Song Knights of the Jaguar produzierte, der zu seiner Bekanntheit in der Technoszene beitrug.

## Biografie
Rocha wuchs zwischen lateinamerikanischen Einwanderern im Südwesten von Detroit inmitten des hispanisch geprägten Bezirks auf. Geprägt durch seinen musikalischen Vater begann auch er sich für Musik zu interessieren und erlangte innerhalb seiner Gemeinde eine gewisse Bekanntheit. Im Laufe der Zeit wandte sich Rocha dem Genre Techno zu, beeinflusst durch die Mixe von Jeff Mills, um im Jahre 1994, nachdem ihn ein Freund  Mike Banks vorgestellt hatte, zu einem Mitglied von dessen Label und Musikprojekt Underground Resistance zu werden.
Unter dem Pseudonym The Aztec Mystic gelang Rocha 1999 mit dem Techno Track Jaguar auf dem Label Underground Resistance der Durchbruch. Das Stück war zunächst ein Underground-Hit, entwickelte sich aber letztendlich zu einem Klassiker der Technoszene und führte infolgedessen zu einem Konflikt mit Sony hinsichtlich der Lizenzierung und der Veröffentlichung einer Coverversion.

## Konflikt mit Sony und BMG
Das Majorlabel Sony (und BMG, welche das Stück lizenzierten) interessierte sich für eine Veröffentlichung des Tracks Jaguar im großen Stil. Underground Resistance lehnten dies aus Überzeugung ab, es erschien aber dennoch eine Coverversion inkl. Videoclip ohne Zustimmung. Weltweit überfluteten daraufhin viele Mails von Underground-Resistance-Sympathisanten den Sony-Mailserver und legten ihn lahm. Die bekanntesten DJs der Welt unterstützten das Original in der so genannten „Condition red“ (dt. Alarmstufe rot). Sony zog letztendlich die europäische Veröffentlichung kleinlaut zurück, veröffentlichte jedoch das Jaguar-Cover weiterhin in Südamerika.

## Diskografie (Auswahl)

### Singles und EPs
- 1996: The Aztec Mystic
- 1998: Octave One - Aztlan / DayStar Rising
- 1999: Knights Of The Jaguar
- 2000: Revenge Of The Jaguar - The Mixes
- 2000: Kraftwerk - Expo 2000 (DJ Rolando Remix)
- 2008: Hiatus
- 2008: The Afterlife
- 2010: 5 To 9
- 2011: The Test
- 2012: The Lost Mixes Part 2
- 2013: D & N's
- 2014: Wheesht
- 2015: Juu
- 2015: Undercover
- 2017: Time to Jack